# San Luis Potosí (stát)
San Luis Potosí je jeden ze 31 států Mexika. Zabírá plochu 62 848 km². Hraničí se státy Jalisco, Guanajuato, Querétaro, Hidalgo, Veracruz, Tamaulipas, Nuevo León, Coahuila a Zacatecas. Podle sčítání lidu v roce 2020 ve státě San Luis Potosí žilo 2 822 255 obyvatel. Hlavní město nese stejný název jako stát, San Luis Potosí.